# Analeptique cardiaque

Formule topologique du carbazeran — un analeptique cardiaque.

Un analeptique cardiaque ou tonicardiaque ou cardioanaleptique est une substance qui stimule le fonctionnement du cœur, notamment sa contractilité effet (inotropisme +),.
Parmi les analeptiques cardiaques, on peut citer la caféine, la dopamine, la théobromine, l'adrénaline, la cocaïne ou la méthamphétamine.

## Action
Les cardioanaleptiques se lient aux récepteurs adrénergiques, à savoir les récepteurs alpha-1, alpha-2, bêta-1 et bêta-2. Le sympathomimétique le plus important et le plus basique est l'adrénaline, produit naturellement par le corps, qui stimule tous les types de récepteurs adrénergiques. La dopamine, quant à elle, se lie aux récepteurs bêta-1 et dans une certaine mesure aux récepteurs alpha, et la dobutamine principalement aux récepteurs bêta-1. Tous les sympathicomimétiques, y compris l'adrénaline, la dopamine et la dobutamine, ont une structure congénère.
Les stimulants cardiaques augmentent la fréquence cardiaque et le débit cardiaque. L'augmentation du débit cardiaque se produit pour deux raisons : premièrement, les stimulants cardiaques ont un effet inotrope positif, de sorte que le cœur se contracte avec une plus grande force, et deuxièmement, la fréquence cardiaque augmente. Au total, il y a une augmentation du débit cardiaque. De plus, cela crée une augmentation du flux sanguin dans les reins. Un bon stimulant cardiaque cherche à préserver le flux sanguin à travers les organes vitaux et à restreindre le flux sanguin à travers les organes non vitaux. La dobutamine est la mieux adaptée pour ce rôle, la dopamine un peu moins et l'adrénaline encore moins.
La perfusion de stimulants cardiaques lors d’un choc cardiogénique cherche à stimuler le cœur et à rediriger le flux sanguin vers les organes vitaux, en particulier dans des conditions où la stimulation du cœur est nécessaire pour mettre le patient hors de danger de mort.